# Toppserien
La Toppserien, anteriormente llamada Eliteserien, es la máxima categoría del fútbol femenino en Noruega. Fue fundada en 1984 con el nombre de 1. divisjon.

## Historia
Las primeras ligas de fútbol femenino en el país fueron fundadas en 1977, y eran ligas a nivel regional. Este sistema fue usado hasta 1984, cuando se crea la Primera División (1. divisjon), y la liga fue dividida en tres grupos: Grupo del Este de Noruega (Østlandet), Grupo del Oeste de Noruega (Vestlandet) y el Grupo del Centro de Noruega (Trøndelag). La liga se reformó en 1986, un grupo de equipos del norte del país fueron añadidos, y en 1987 se eliminaron los grupos y la liga pasó a ser a nivel nacional. 
La liga se llamó 1. divisjon (Primera División) desde 1984 a 1995, la Eliteserien (La Liga Elite) desde 1996 a 1999 y la Toppserien desde el 2000.
En un comienzo, el Trondheims-Ørn y el Asker Fotball fueron los equipos más laureados de la competición, con 7 y 6 títulos respectivamente. Trondheims-Ørn terminó entre los tres primeros de la clasificación en 16 de 23 ediciones entre 1984 y 2006. 
Ya en los 2010, el Røa IL ganó la Toppserien en cinco ocasiones, entre el 2004 y 2011. Y el LSK Kvinner FK también en cinco ocasiones entre los años 2014 y 2019.

## Sistema de competición
La liga consiste de 12 equipos, se juega en sistema de todos contra todos, de local y visita, suma en total 22 encuentros. La temporada dura desde el mes de abril hasta octubre.

## Equipos temporada 2023
| Equipo           | Ciudad              | Estadio                 | En la Toppserien desde |
| ---------------- | ------------------- | ----------------------- | ---------------------- |
| Arna-Bjørnar     | Indre Arna (Bergen) | Arna Idrettspark        | 2006                   |
| Avaldsnes        | Avaldsnes           | Avaldsnes Idrettssenter | 2013                   |
| SK Brann Kvinner | Bergen              | Brann Stadion           | 2015                   |
| LSK Kvinner      | Lillestrøm          | LSK-Hallen              | 1987                   |
| Lyn              | Oslo                | Kringsjå kunstgress     | 2018                   |
| Rosenborg        | Trondheim           | Koteng Arena            | 1987                   |
| Røa IL           | Oslo                | Røa Kunstgress          | 2022                   |
| Stabæk           | Bærum (Oslo)        | Nadderud Stadion        | 2009                   |
| Vålerenga        | Oslo                | Intility Arena          | 2012                   |
| Åsane Fotball    | Bergen              | Åsane Arena             | 2023                   |

## Palmarés
La lista de campeones de la Toppserien.
| Temporada   | Campeón            | Subcampeón     |
| 1. divisjon | 1. divisjon        | 1. divisjon    |
| ----------- | ------------------ | -------------- |
| 1984        | Sprint-Jeløy (1)   | Trondheims-Ørn |
| 1985        | Nymark (1)         | Asker          |
| 1986        | Sprint-Jeløy (2)   | Troll          |
| 1987        | Klepp (1)          | Sprint-Jeløy   |
| 1988        | Asker (1)          | Klepp          |
| 1989        | Asker (2)          | Sprint-Jeløy   |
| 1990        | Sprint-Jeløy (3)   | Asker          |
| 1991        | Asker (3)          | Sprint-Jeløy   |
| 1992        | Asker (4)          | Setskog/Høland |
| 1993        | Sprint-Jeløy (4)   | Trondheims-Ørn |
| 1994        | Trondheims-Ørn (1) | Asker          |
| 1995        | Trondheims-Ørn (2) | Setskog/Høland |
| Eliteserien |                    |                |
| 1996        | Trondheims-Ørn (3) | Sandviken      |
| 1997        | Trondheims-Ørn (4) | Asker          |
| 1998        | Asker (5)          | Trondheims-Ørn |
| 1999        | Asker (6)          | Trondheims-Ørn |
| Toppserien  |                    |                |
| 2000        | Trondheims-Ørn (5) | Asker          |
| 2001        | Trondheims-Ørn (6) | Kolbotn        |
| 2002        | Kolbotn (1)        | Asker          |
| 2003        | Trondheims-Ørn (7) | Kolbotn        |
| 2004        | Røa (1)            | Trondheims-Ørn |
| 2005        | Kolbotn (2)        | Team Strømmen  |
| 2006        | Kolbotn (3)        | Trondheims-Ørn |
| 2007        | Røa (2)            | Kolbotn        |
| 2008        | Røa (3)            | Team Strømmen  |
| 2009        | Røa (4)            | Stabæk         |
| 2010        | Stabæk (1)         | Røa            |
| 2011        | Røa (5)            | Stabæk         |
| 2012        | LSK Kvinner (1)    | Stabæk         |
| 2013        | Stabæk (2)         | LSK Kvinner    |
| 2014        | LSK Kvinner (2)    | Stabæk         |
| 2015        | LSK Kvinner (3)    | Avaldsnes      |
| 2016        | LSK Kvinner (4)    | Avaldsnes      |
| 2017        | LSK Kvinner (5)    | Avaldsnes      |
| 2018        | LSK Kvinner (6)    | Klepp IL       |
| 2019        | LSK Kvinner (7)    | Vålerenga      |
| 2020        | Vålerenga (1)      | Rosenborg      |
| 2021        | Sandviken (1)      | Rosenborg      |
| 2022        | SK Brann (2)       | Vålerenga      |
| 2023        | Vålerenga (2)      | Rosenborg      |
| 2024        | Vålerenga (3)      | SK Brann       |

## Títulos por club
Los siguientes clubes han ganado la máxima división del fútbol noruego desde 1984 .
| Club            | Campeón | Subcampeón | temporadas ganadas                       |
| --------------- | ------- | ---------- | ---------------------------------------- |
| Rosenborg BK    | 7       | 9          | 1994, 1995, 1996, 1997, 2000, 2001, 2003 |
| LSK Kvinner     | 7       | 5          | 2012, 2014, 2015, 2016, 2017, 2018, 2019 |
| Asker           | 6       | 6          | 1988, 1989, 1991, 1992, 1998, 1999       |
| Røa IL          | 5       | 1          | 2004, 2007, 2008, 2009, 2011             |
| SK Sprint-Jeløy | 4       | 3          | 1984, 1986, 1990, 1993                   |
| Kolbotn         | 3       | 3          | 2002, 2005, 2006                         |
| Vålerenga       | 3       | 2          | 2020, 2023, 2024                         |
| Stabæk FK       | 2       | 4          | 2010, 2013                               |
| SK Brann        | 2       | 2          | 2021, 2022                               |
| Klepp IL        | 1       | 2          | 1987                                     |
| Nymark IL       | 1       | –          | 1985                                     |
| Avaldsnes       | –       | 3          |                                          |
| Troll           | –       | 1          |                                          |